# Baldy Northcott
Lawrence McFarlane „Baldy“ Northcott (* 7. September 1908 in Calgary, Alberta; † 7. November 1986 in Winnipeg, Manitoba) war ein kanadischer Eishockeyspieler. Zwischen 1928 und 1939 spielte er in der National Hockey League für die Montreal Maroons und die Chicago Black Hawks auf den Positionen des  linken Flügelstürmers und des Verteidigers. Seinen größten Karriereerfolg feierte im Jahr 1935, als er mit den Montreal Maroons den Stanley Cup gewann.

## Karriere
Northcott begann seine Karriere in der National Hockey League (NHL) in der Saison 1928/29, als er fünf Partien für die Montreal Maroons absolvierte. Ab der Folgesaison kam der sowohl in der Offensive als auch in der Defensive einsetzbare Spieler dann regelmäßig für die Maroons zum Einsatz. Seine statistisch erfolgreichste Spielzeit hatte Baldy Northcott in der NHL-Saison 1932/33, als er in 48 absolvierten Spielen 22 Tore und insgesamt 43 Scorerpunkte erzielen konnte. Auf Grund dieser Leistung wurde er in das NHL First All-Star-Team dieser Saison gewählt.
1935 gewann Northcott mit den Montreal Maroons den Stanley Cup, nachdem die Mannschaft im Stanley-Cup-Finale die Toronto Maple Leafs bezwang. 1937 nahm er am Howie Morenz Memorial Game teil. Nach zehn Spielzeiten für die Maroons wurde Baldy Northcott am 15. September 1938 zusammen mit Earl Robinson and Russ Blinco an die Chicago Black Hawks abgegeben. Montreal erhielt im Gegenzug 30.000 US-Dollar. Nach einer Saison für Chicago beendete Northcott seine Spielerkarriere. Anschließend betreute er als Cheftrainer und General Manager die Winnipeg Rangers aus der Manitoba Junior Hockey League, mit denen er den Memorial Cup 1941 gewinnen konnte.

## Erfolge und Auszeichnungen
- 1933 NHL First All-Star-Team
- 1935 Stanley-Cup-Gewinn mit den Montreal Maroons
- 1937 Howie Morenz Memorial Game
- 1941 Abbott-Cup-Gewinn mit den Winnipeg Rangers (als Cheftrainer und General Manager)
- 1941 Memorial-Cup-Gewinn mit den Winnipeg Rangers (als Cheftrainer und General Manager)

## Karrierestatistik
(Legende zur Spielerstatistik: Sp oder GP = absolvierte Spiele; T oder G = erzielte Tore; V oder A = erzielte Assists; Pkt oder Pts = erzielte Scorerpunkte; SM oder PIM = erhaltene Strafminuten; +/− = Plus/Minus-Bilanz; PP = erzielte Überzahltore; SH = erzielte Unterzahltore; GW = erzielte Siegtore; 1 Play-downs/Relegation; Kursiv: Statistik nicht vollständig)